# Religião da Humanidade
A Religião da Humanidade é o sistema religioso criado pelo francês Augusto Comte em 1854 como coroamento da carreira filosófica, em que procurou estabelecer as bases de uma completa espiritualidade humana, sem elementos extra-humanos ou sobrenaturais. A Religião da Humanidade também é conhecida como "positivismo religioso".

## Positivismos "religioso" e "filosófico"
À semelhança das demais religiões, a Religião da Humanidade tem dogma, culto e regime, templos e capelas; sacramentos, sacerdotes e assim por diante. Todavia, uma particularidade distingue-a radicalmente: ela é uma religião "positiva" ou "científica". Assim sendo pode-se classificar a Religião da Humanidade como monista e naturalista. Nela não há espaço para o sobrenatural, pois todos os fenômenos tem origem e causa na natureza. 
A Religião da Humanidade foi criada por Comte a partir de sua busca por uma espiritualidade plenamente humana, adaptada a uma época em que o ser humano pode viver esclarecido pela ciência, com uma atividade prática totalmente pacífica e baseada no altruísmo.
Entre 1830 e 1842 Comte publicou seu Sistema de Filosofia Positiva, em que repassou os principais resultados científicos de sua época, sistematizando-os e elaborando uma Filosofia da História e uma Filosofia da Ciência, assim, como, principalmente, criou a Sociologia. Após esse esforço, publicou entre 1851 e 1854 o Sistema de Política Positiva, em que se baseou nos principais resultados do Sistema de Filosofia mas deu um passo além, ao lançar as bases da nova espiritualidade referida acima.

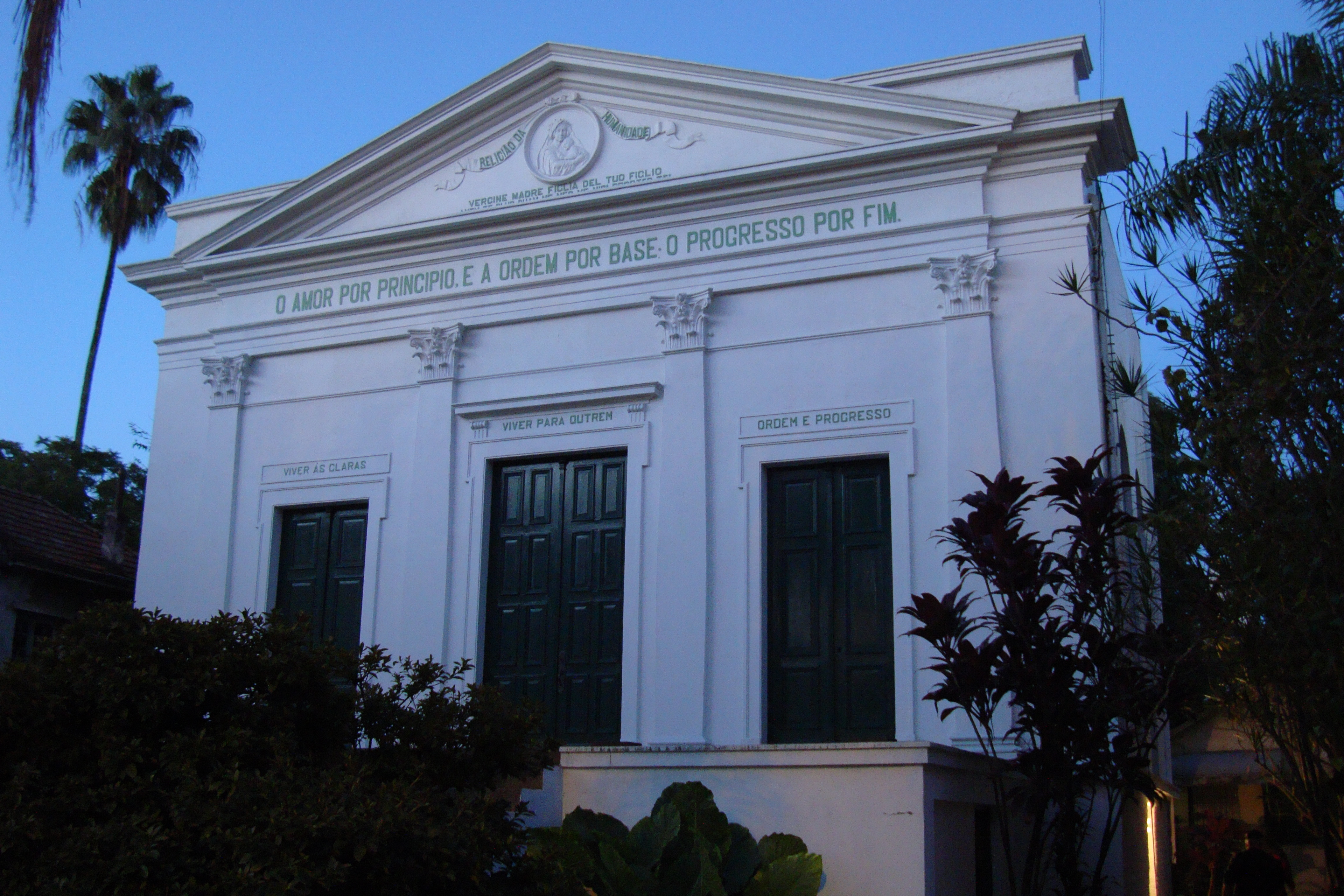
Templo Positivista em Porto Alegre

Devido ao linguajar empregado nessa nova obra - bem menos impessoal - e devido às referências a Clotilde de Vaux (sua esposa subjetiva e inspiradora), muitos pensadores afastaram-se do Positivismo, aceitando apenas sua obra "filosófica" ou "científica". Todavia, o próprio Comte sempre afirmou que os "verdadeiros positivistas são os religiosos", enquanto os outros são "positivistas incompletos". Seguem-se as próprias considerações de Auguste Comte a este respeito:
"O nome religião não apresenta, pela sua etimologia, nenhuma solidariedade necessária com as opiniões quaisquer que possam ser empregadas para atingir o fim que ele designa. Em si mesmo, este vocábulo indica o estado de completa unidade que distingue nossa existência, ao mesmo tempo pessoal e social, quando todas as suas partes, tanto morais como físicas, convergem habitualmente para um destino comum. Assim,  este  termo  seria  equivalente  à  palavra  síntese, se esta não estivesse, segundo um uso quase universal, limitado hoje ao domínio só do espírito, ao passo que a outra compreende o conjunto dos atributos humanos. A religião consiste, pois, em regular cada natureza individual e em congregar todas as individualidades; o que constitui apenas dois casos distintos de um problema único. Visto que todo homem difere sucessivamente de si mesmo tanto quanto difere simultaneamente dos outros; de maneira que a fixidez e a comunidade seguem leis idênticas (“regular e congregar exigem necessariamente as mesmas condições fundamentais. A diversidade dos indivíduos não ultrapassa a dos estados sucessivos de cada espírito, de conformidade com o conjunto de suas dependências, exteriores e interiores. Toda doutrina própria para regular plenamente um só entendimento torna-se capaz de congregar gradualmente os outros cérebros, cujo número só pode influenciar na rapidez desse concurso. Este critério natural constituiu sempre a fonte secreta da confiança involuntária dos diversos renovadores filosóficos no ascendente social de todo sistema dignamente sancionado por essa prova pessoal. A fixidez de suas próprias convicções assegurava necessariamente a universalidade final dele”) (SPP, II, p. 10). 
“Não podendo semelhante harmonia, individual ou coletiva, realizar-se nunca plenamente em uma existência tão complicada como a nossa, esta definição da religião caracteriza, portanto, o tipo imutável para o qual tende cada vez mais o conjunto dos esforços humanos. Nossa felicidade e nosso mérito consistem sobretudo em nos aproximarmos tanto quanto possível dessa unidade, cujo surto gradual constitui a melhor medida do verdadeiro aperfeiçoamento, pessoal ou social. Quanto mais se desenvolvem os diversos atributos humanos, tanto mais importância adquire o concurso habitual deles; este, porém, se tornaria também mais difícil se essa evolução não tendesse espontaneamente a tornar-nos mais disciplináveis”. 
“O apreço que sempre se ligou a esse estado sintético devia concentrar a atenção sobre o modo de o instituir. Foi-se assim levado, tomando o meio pelo fim, a transferir o nome de  religião ao sistema qualquer das opiniões correspondentes”. 
“Por mais inconciliáveis, porém, que pareçam à primeira vista, essas numerosas crenças, o positivismo as combina essencialmente, referindo cada uma ao seu destino temporário e local”. 
“ Não existe, no fundo, senão uma única religião, ao mesmo tempo universal e definitiva, para a qual tenderam cada vez mais as sínteses parciais e provisórias, tanto quanto o comportavam as respectivas situações. A esses diversos esforços empíricos sucede agora o desenvolvimento sistemático da unidade humana, cuja constituição direta e completa tornou-se enfim possível graças ao conjunto de nossas preparações espontâneas”. 
“É assim que o positivismo dissipa naturalmente o antagonismo mútuo das diferentes religiões anteriores, formando seu domínio próprio do fundo comum a que todas se reportaram de modo instintivo. A sua doutrina não poderia tornar-se universal, se, apesar de seus princípios antiteológicos, o seu espírito relativo não lhe ministrasse necessariamente afinidades essenciais com cada crença capaz de dirigir passageiramente uma porção qualquer da Humanidade".

## Culto

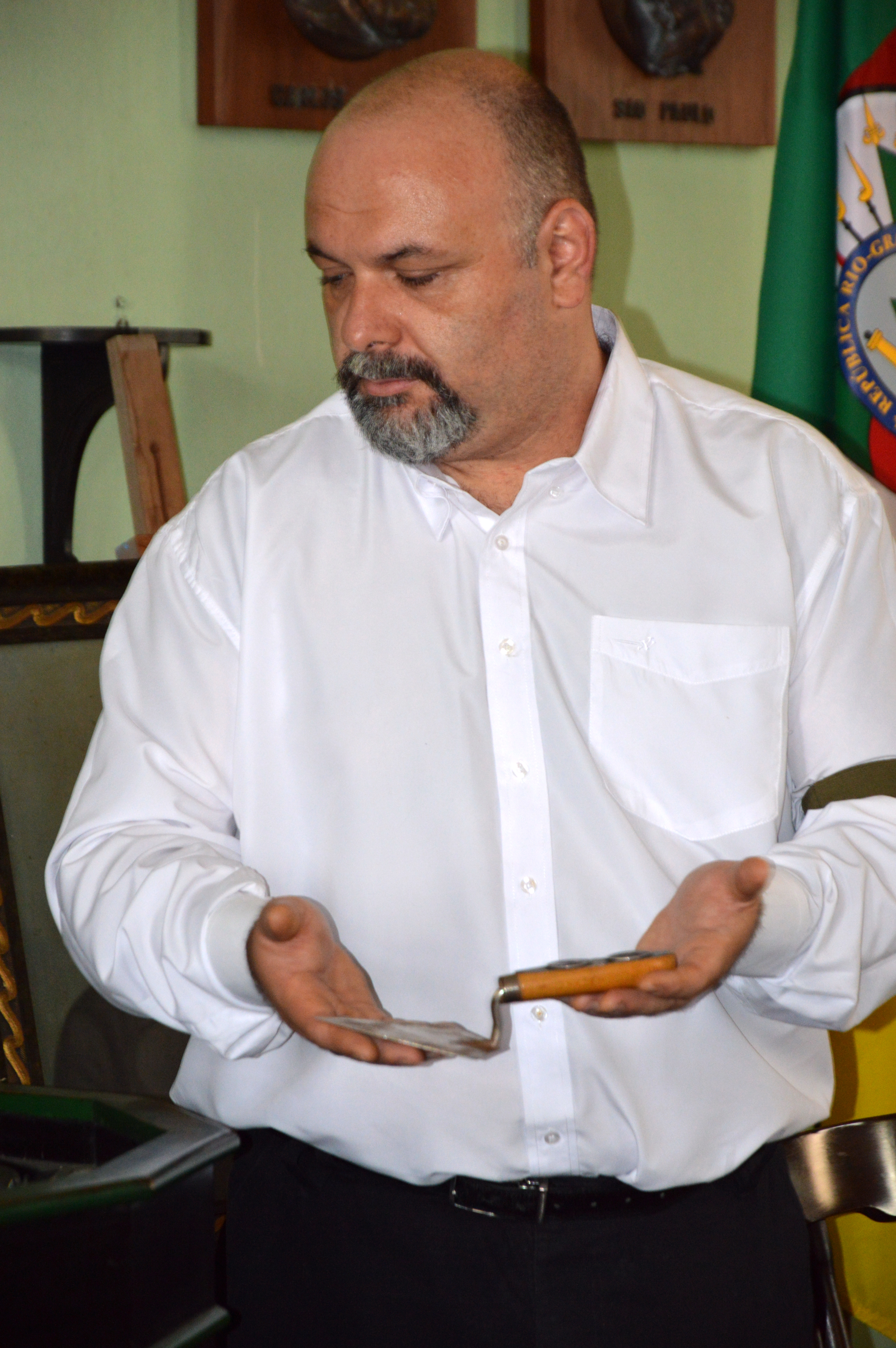
Erlon Jacques de Oliveira, guardião do Templo Positivista de Porto Alegre na ocasião de sua posse.

Na Religião da Humanidade presta-se culto e adoração à "Trindade Positivista" composta pela "Humanidade" ou "Grande Ser" (entidade coletiva formada pelo conjunto de seres humanos convergentes do passado do presente e do futuro que contribuíram, contribuem e contribuirão para o progresso da civilização), pelo "Grande Fetiche" (o planeta Terra com todos os elementos que o compõe: vegetais, animais,minerais, água, terra etc.) e pelo "Grande Meio" (o espaço, os astros, o Universo)". Estes três Grandes seres são objetos de culto juntamente com as "leis naturais" que os regem e regulam, compondo assim a "Ordem Universal" que se constitui do conjunto formado pela "Ordem Natural" e pela "Ordem Humana".
O culto positivista muito tem em comum com o culto fetichista, com a diferença que os positivistas sabem que os fetiches não possuem "inteligência", sendo providos apenas de "vontade" e "sentimento" que estão por sua vez são regulados e subordinados às "Leis Naturais". Os positivistas religiosos acreditam na eternidade e imortalidade subjetiva da alma cultuando os mortos pelo legado que deixaram para a cultura humana: "Os vivos são cada vez mais necessariamente governados pelos mortos". 
A Humanidade é definida como o "conjunto de seres humanos convergentes, passados, futuros e presentes" (Catecismo positivista) e é personificada por uma mulher de cerca de 30 anos, com uma criança no colo. Além disso, Comte recomendava que essa mulher tivesse as feições de sua esposa subjetiva e inspiradora Clotilde de Vaux ou o aspecto da Madona Sistina de Rafael.

## Dogma

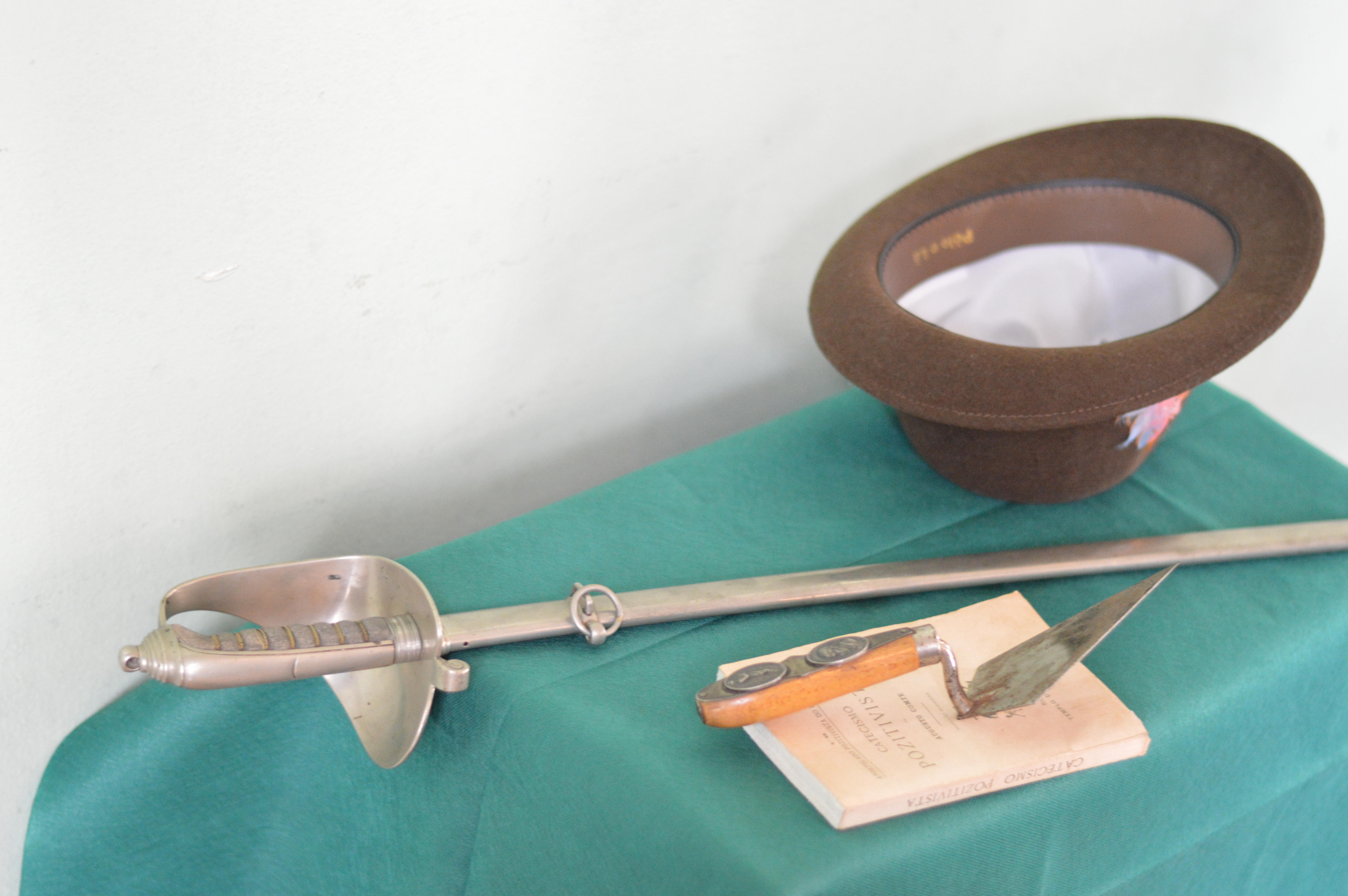
Catequismo positivista, espada, chapéu e trolha. Símbolos positivistas.

O dogma da Religião da Humanidade fundamenta-se na ciência clássica . O positivismo define-se através do que caracteriza o "espírito positivo", ou seja por aquilo que é  "real, útil, certo, preciso, relativo, orgânico e simpático" (Apelo aos conservadores).
O dogma central no qual está baseada a Religião da Humanidade e a filosofia positivista é a famosa "Lei dos 3 Estados" cujo enunciado é: "Toda concepção humana passa por 3 estados: teológico, metafísico e positivo, em uma velocidade proporcional a generalidade dos fenômenos correspondentes", isto é: todas as concepções do espírito humano desenvolvem-se através de três fases distintas: a teológica, a metafísica e a positiva. 
No estado teológico a imaginação desempenha papel de primeiro plano. Diante da diversidade da natureza, o homem só consegue explicá-la mediante a crença na intervenção de seres  sobrenaturais. O mundo torna-se compreensível através das idéias de deuses e espíritos. O homem, nesse estágio de desenvolvimento, acredita ter posse absoluta do conhecimento.
Apresenta-se dividido em quatro períodos sucessivos: o fetichismo (ou "feiticismo"), a astrolatria, o politeísmo e o monoteísmo. No fetichismo, uma vida semelhante à do homem, é atribuída aos seres naturais. A astrolatria consiste na adoração dos astros, ou seja, das "estrelas", da Lua e do Sol. O politeísmo esvazia os seres naturais de suas vidas anímicas e atribui a animação desses seres não a si mesmos, mas a outros seres, invisíveis e habitantes de um mundo sobrenatural chamados "deuses". No monoteísmo o homem reúne todas as divindades em uma só. 
O estado metafísico é uma transição da teologia (em particular, do monoteísmo) para a positividade; é uma degradação da teologia que propriamente um estado "autônomo", pois concebe "forças", entidades abstratas para explicar os diferentes grupos de fenômenos, em substituição às divindades teológicas, mantendo-se as pesquisas finais e a busca do absoluto. Fala-se em "forças da natureza", "força vital" etc. Em um período posterior, a mentalidade metafísica reuniria todas essas forças numa só a chamada “Natureza”.
O estado  positivo, ao contrário das concepções que caracterizam o estado teológico e metafísico, considera impossível a redução dos fenômenos naturais a um só princípio (Deus, natureza ou outro experiência equivalente). A unidade que o conhecimento pode alcançar somente pode ser, assim, inteiramente subjetiva.
Essa unidade do conhecimento não é apenas individual, mas também coletiva; isso faz da filosofia positiva o fundamento intelectual da fraternidade entre os homens, possibilitando a vida prática em comum. O conhecimento positivo caracteriza-se pela previsibilidade: “ver para prever” é o lema da ciência positiva. A previsibilidade científica permite o desenvolvimento da técnica e, assim, o estado positivo corresponde à indústria, no sentido de exploração da natureza pelo homem. 
Tomando como base a sinergia cerebral e a superioridade da síntese altruísta, as sete ciências unem-se irrevogavelmente ocupando-se em estudar, celebrar e servir o Grande Ser promovendo a reconciliação entre o coração e o espírito. Base sistemática da fé, a Ciência adquire assim uma santidade superior àquela verificada no estado teológico.
A religião da Humanidade possui dogmas verdadeiramente universais, fundamentados na escala enciclopédica de 7 graus composta pelas seguintes ciências: matemática, astronomia, física, química, biologia, sociologia e moral.

## A Moral Positiva
A moral Positiva consiste basicamente em três máximas: 
- "Viver para outrem" (predomínio do altruísmo sobre o egoísmo, que é a base da Religião da Humanidade); 
- "Viver às claras" (quando se age corretamente, não há necessidade de segredos ou práticas ocultas);
- "Viver para o Grande Dia". (aludindo a época em que a sociedade humana alcançará seu estado normal).
Essas máximas regulam a vida privada e pública de cada indivíduo em uma sociedade normal.  
Na sociedade "normal" os indivíduos colaboram entre si, não havendo necessidade de competição, disputas  individuais ou coletivas, em qualquer ambiente ou esfera social. 
O objetivo da moral positiva consiste em promover a evolução da Ordem gerando o Progresso.

## Regime
O regime da Religião da Humanidade corresponde a sua parte prática e pode ser sintetizado através da aplicação da moral positiva. A moral positiva está baseada na subordinação do homem individual à sociedade, da sociedade local aos interesses da Pátria e desta à Humanidade.
O conjunto da moral torna-se um prolongamento necessário do dogma positivo quando a hierarquia enciclopédica se estende até a ordem individual:  a subordinação normal da personalidade à sociabilidade, desta à vitalidade e desta à materialidade. 
Nas palavras do próprio Augusto Comte: "Com efeito, a fim de constituir uma harmonia completa e duradoura, é preciso ligar  o interior  pelo amor  e o religar ao exterior pela fé. Tais são, em geral, as participações necessárias do coração e do espírito nesse estado sintético, individual ou coletivo".
“A unidade supõe, antes de tudo, um sentimento ao qual se possam subordinar os nossos vários pendores. Visto que as nossas ações e os nossos pensamentos sendo sempre dirigidos pelos nossos afetos, a harmonia humana ficaria impossível se estes não fossem coordenados sob um instinto preponderante.” 
“Mas esta condição interior da unidade não bastaria se a inteligência não nos  fizesse  reconhecer, fora de nós, uma potencia superior a que a nossa existência deve sempre se submeter, mesmo quando a modifica. É a fim de melhor sofrermos esse império supremo que a nossa harmonia moral, tanto individual como coletiva, se torna sobretudo indispensável. Reciprocamente, essa preponderância do exterior tende a regular o interior, favorecendo o ascendente do instinto mais conciliável com semelhante necessidade. Assim, as duas condições gerais  de  religião são naturalmente conexas, sobretudo quando a ordem exterior pode tornar-se o objeto do sentimento interior.

## Sacramentos
A Religião da Humanidade apresenta nove sacramentos, todos eles integrando a vida individual à social:
1) Apresentação: o recém-nascido é admitido na Religião da Humanidade. Neste sacramento, os pais e padrinhos comprometem a educar a criança como servidora da Humanidade.
2) Iniciação: é recebido pelos adolescentes e jovens de 15 a 21 anos. O rapaz e a menina são confiados ao Sacerdote da Humanidade para receberem, gratuitamente do Sacerdote, os ensinamentos teóricos, que por sua vez compreendem:
a) Filosofia Primeira: conjunto das 15 Leis Universais da Fatalidade Suprema ou Destino. 
b) Filosofia Segunda: conjunto de todas as leis compreendidas nas sete ciências: Matemática, Astronomia, Física, Química, Biologia, Sociologia e Moral.
3) Admissão: dos 22 até os 28 anos, os jovens entram em contato com a vida a fim de encontrar sua verdadeira vocação.
4) Destinação (virilidade): dos 29 aos 42 anos. Este sacramento é administrado após a escolha da profissão, em que o Sacerdote o consagra, para que ele exerça a carreira escolhida em nome da Humanidade.
5) Matrimônio: entre os 21 até 28 anos para a mulher e entre 28 até 35 para os homens, como regra geral. A finalidade do matrimônio, segundo a Religião da Humanidade, é o aperfeiçoamento recíproco dos cônjuges e não a procriação. O casamento é eterno e o divórcio é proibido. Os vínculos matrimoniais continuam válidos mesmo após a morte de um dos cônjuges. É a chamada "viuvez eterna".
6) Madureza: desde 43 até 62 anos. Corresponde ao período de plena responsabilidade, no qual os indivíduos devem tratar de cumprir a sua missão, de modo a merecer depois de sua morte a Incorporação na Humanidade.
7) Retiro: dos 63 anos até a morte. Aos 63 anos confere-se ao indivíduo o Sacramento do Retiro, onde este passa então, do trabalho ativo ou passivo tornando-se um conselheiro, auxiliando a sociedade com sua experiência.
8) Transformação: apreciação do conjunto da existência objetiva que se acaba, com o objetivo de registrar as impressões finais daquele que poderá se transformar em uma parcela subjetiva do Grande-Ser. As cerimônias referentes a este Sacramento estendem-se até a inumação (enterro).
9) Incorporação: sete anos depois da morte ou transformação, tem lugar o Sacramento da Incorporação. Este consiste no julgamento da memória do morto. Quando o Morto for considerado Digno de ser Incorporado à Humanidade , seus restos mortais serão conduzidos ao Bosque Sagrado, em sepulturas conjuntas com seus entes queridos. Esse Bosque Sagrado circunda cada Templo da Humanidade.

## O Lema Positivista
A Religião da Humanidade possui como lema religioso a máxima: "O Amor por princípio e a Ordem por base; o Progresso por fim". 
O amor deve coordenar o princípio de todas as ações individuais e coletivas. A Ordem consiste na conservação e manutenção de tudo o que é  bom, belo e positivo.  O progresso é a consequência do desenvolvimento e aperfeiçoamento da Ordem.
Assim sendo, do desenvolvimento da Ordem resulta o Progresso individual, moral e social. O lema político "Ordem e Progresso" origina-se do lema religioso e possui como significado "melhorar conservando", isto é, conservar e aperfeiçoar o que é bom e corrigir e eliminar o que é ruim.

## Conclusão
O "poder superior”, que nossos antepassados explicavam pela existência de vontades sobrenaturais, o positivismo demonstra como existindo em um ser não-sobrenatural, mas natural e real, proveniente da solidariedade e da continuidade humanas, na forma de um crescente tesouro de conquistas teóricas e práticas que a espécie acumula, a duras penas, e lega de geração a geração. Subjetivamente podemos sentir a presença de todos aqueles a cujos esforços devemos o estagio do presente. E essa presença subjetiva estende-se para o futuro onde nos vemos e nos sentimos num eterno evoluir regido pela ordem natural. Nas Palavras de Auguste Comte:
"O presente vem do passado e projeta-se para o futuro, essas três existências comuns a todos os seres individuais e coletivos formam o Grande Ser subjetivo que constitui a nossa providência e condensa tudo o que há de belo, verdadeiro e bom". 
"A existência do Grande Ser assenta necessariamente sobre a subordinação contínua da população objetiva à dupla população subjetiva. Esta fornece, de uma lado a fonte, de outro o fim, da ação que só aquela exerce diretamente. Trabalhamos sempre para nossos descendentes, mas sob o impulso de nossos ancestrais, de onde derivam ao mesmo tempo os elementos  e os procedimentos de todas nossas operações. O principal privilégio de nossa natureza consiste em que cada individualidade perpetua-se aí indiretamente pela existência subjetiva, se seu surto objetivo tiver deixado resultados dignos. Estabelece-se assim, desde a própria origem, a continuidade propriamente dita, a qual nos caracteriza mais do que a simples solidariedade, quando nossos sucessores prosseguem nosso desempenho como nós prolongamos o de nossos predecessores" (Política Positiva, p. 34).

## Templos da Humanidade
- Chapelle de l’Humanité — 5 rue Payenne, bairro Le Marais, Paris, França
- Templo da Humanidade — Rua Benjamin Constant 74, Rio de Janeiro, Brasil
- Templo Positivista de Porto Alegre — Avenida João Pessoa 1058, Porto Alegre, Brasil
- Capela Positivista — Rua Riachuelo 90, Curitiba, Brasil